# Canon occidental

Le canon occidental est l'ensemble de la littérature, de la musique, de la philosophie et des œuvres d'art de haute culture qui ont atteint le statut de classiques. Toutes ces œuvres ne sont pas originaires du monde occidental et elles sont également appréciées dans le monde entier. C'est « une certaine tradition intellectuelle occidentale qui va, disons, de Socrate à Wittgenstein en philosophie, et d'Homère à James Joyce en littérature ». Le mot « canon » est dérivé du grec ancien κανών (kanṓn), signifiant un mètre ou un étalon. La Bible, un produit de la culture juive ancienne, du Levant, en Asie occidentale, a été une force majeure dans la formation de la culture occidentale, et « a inspiré certains des grands monuments de la pensée humaine, de la littérature et de l'art ».
Le canon des livres a été assez stable, bien qu'il se soit récemment élargi pour inclure davantage de femmes et de minorités raciales[Quoi ?], tandis que les canons de la musique et des arts visuels se sont considérablement étendus pour couvrir le Moyen Âge et les siècles suivants autrefois largement négligés. Au cours du XXe siècle, il y a eu un intérêt croissant en Occident pour les œuvres artistiques des cultures d'Asie, d'Afrique, du Moyen-Orient et d'Amérique du Sud, y compris les anciennes colonies des nations européennes.

## Galerie

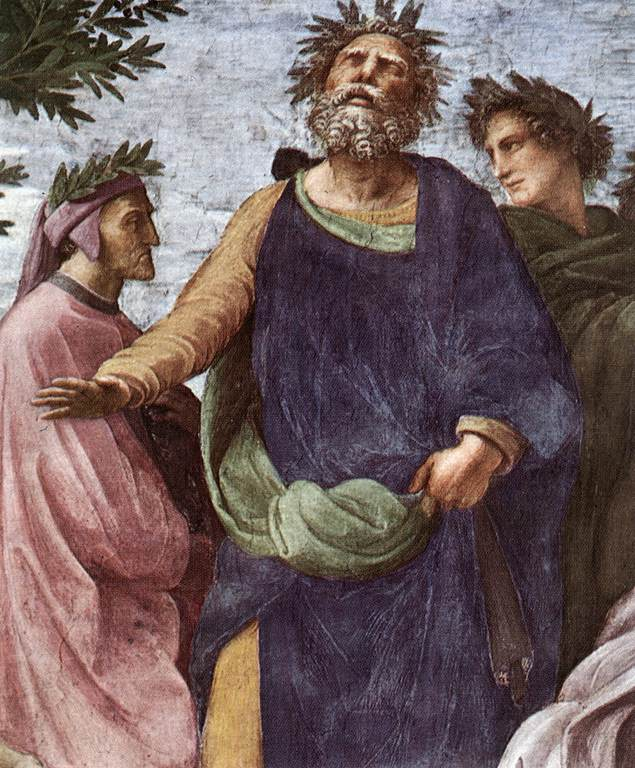
Dante, Homère et Virgile dans Le Parnasse de Raphael (1511)
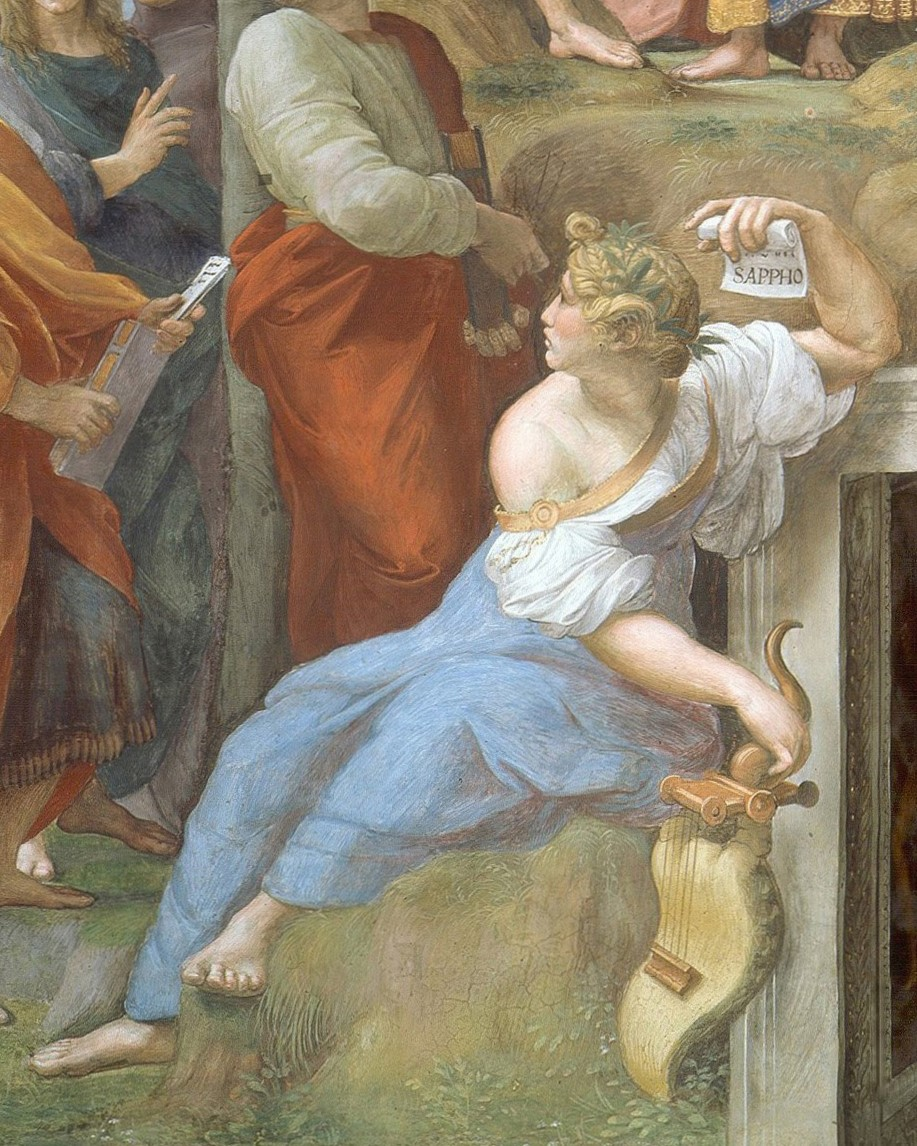
Sappho, Le Parnasse de Raphael (1510-11), aux côtés d'autres poètes. Dans sa main gauche, elle tient un parchemin sur lequel est écrit son nom.